# 大倉尾根

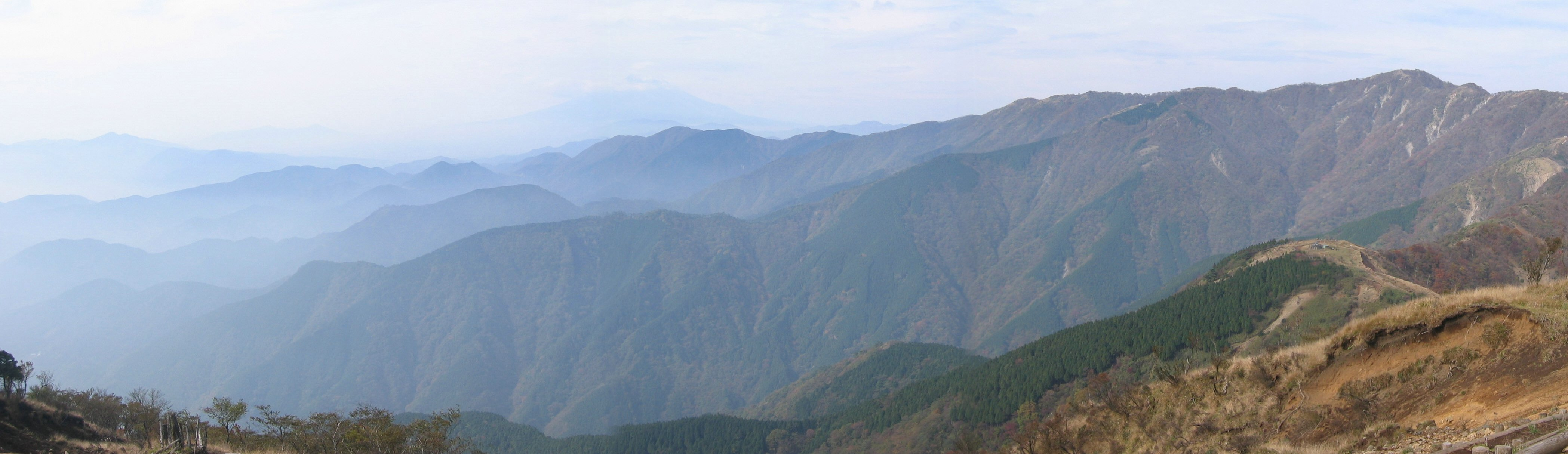
写真右上から左下に下るのが大倉尾根（三ノ塔から撮影）。右上の山は塔ノ岳。

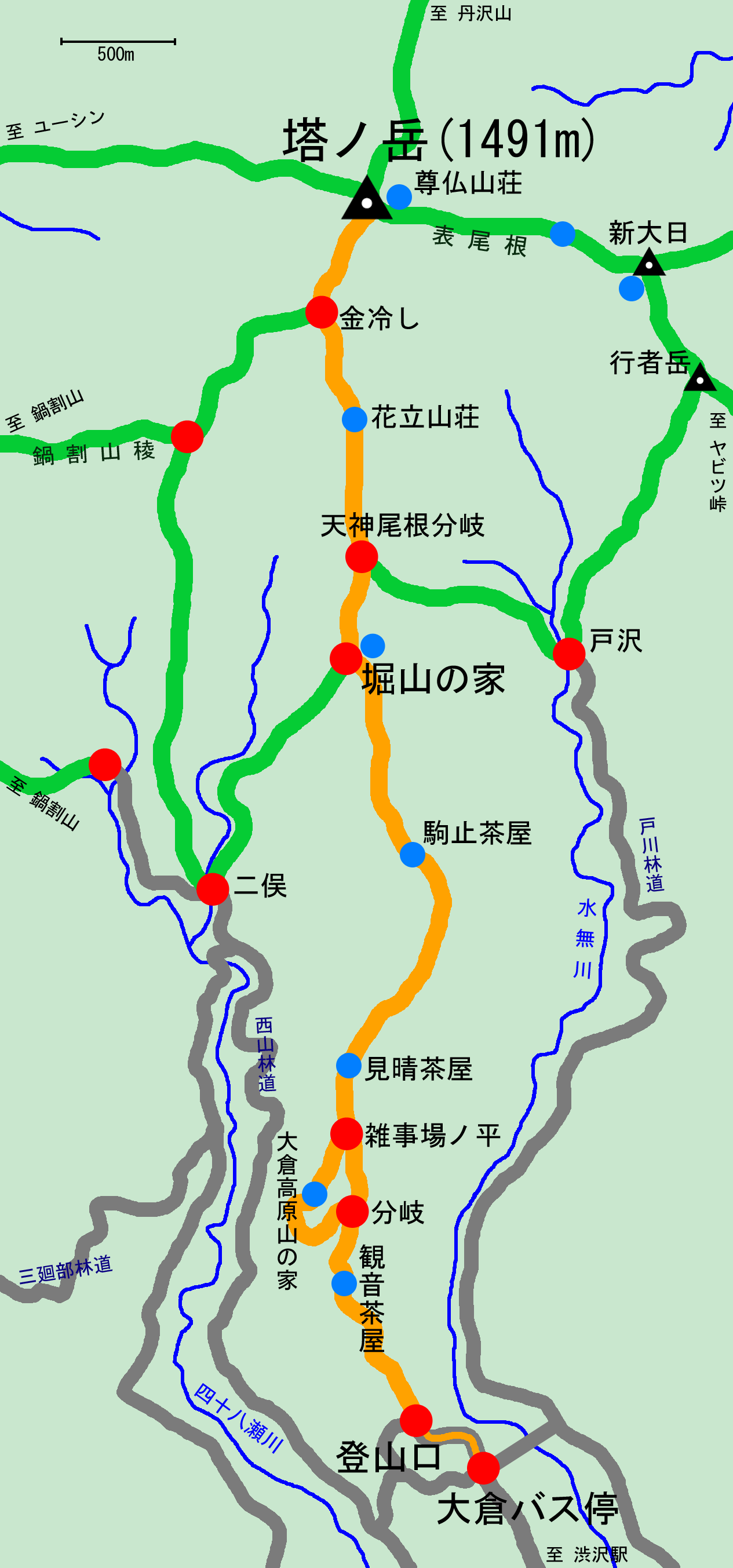
大倉尾根の地図。オレンジが大倉尾根登山道で、緑は他の登山道。

大倉尾根（おおくらおね）とは、丹沢山地の塔ノ岳 (1491m) から南に延びて大倉 (290m) に至る尾根である。丹沢大山国定公園と神奈川県立丹沢大山自然公園に属す。
丹沢山地で最も登山者が多い尾根で、一年を通して登山者が絶えない。この登山者の多さから登山道の裸地化が問題となっており、特に花立周辺では深刻化している。全長約7km、標高差約1200mで、長い登りが続くことから「バカ尾根」とも呼ばれる。なお、塔ノ岳から南東側には表尾根が延びており、大倉尾根と共に休日には多くのハイカーで賑わう。

## アクセス
小田急線渋沢駅から神奈川中央交通バス「渋02」（大倉行）に乗車し「大倉」バス停（終点）で下車（15分）。バスは1日約30本、1時間2本が中心だが、休日の朝は1時間4本。

## 大倉尾根の山小屋
休日は全て通年営業しているが、不定期に休むこともある。
| 山小屋名 | 位置 (標高)         | 有人・無人 （営業日）                      | トイレ              | 備考 | 画像 |
| -------- | ------------------- | ------------------------------------------ | ------------------- | ---- | ---- |
| 尊仏山荘 | 塔ノ岳山頂 (1,491m) | 有人（通年）                               | あり（100円）       |      |      |
| 花立山荘 | 花立付近            | 有人（休日）                               | あり（100円）       |      |      |
| 堀山の家 |                     | 有人（夏期以外は休日営業、夏期は毎日営業） |                     |      |      |
| 駒止茶屋 |                     | 有人（休日）                               |                     |      |      |
| 見晴茶屋 |                     | 有人（休日）                               | あり（チップ100円） |      |      |
| 観音茶屋 |                     | 有人（夏期以外は休日営業、夏期は毎日営業） | あり（チップ100円） |      |      |

## 大倉高原テントサイト
2022年に解体された「大倉高原山の家」があった場所に整備されたテント場で秦野市が管理している。管理人はおらず、予約不要で協力金は500円。

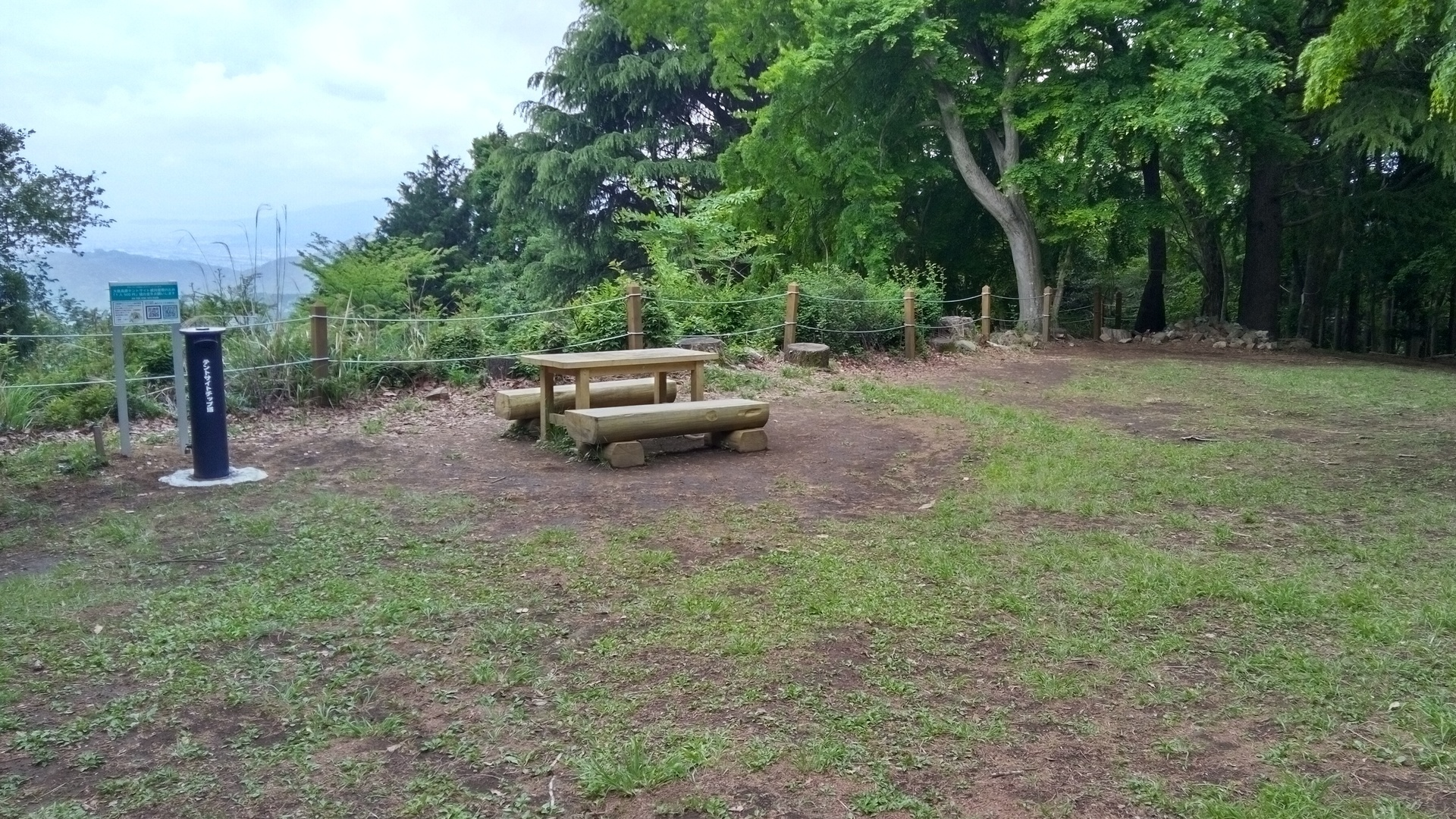
サイトから秦野市街が見張らせる。
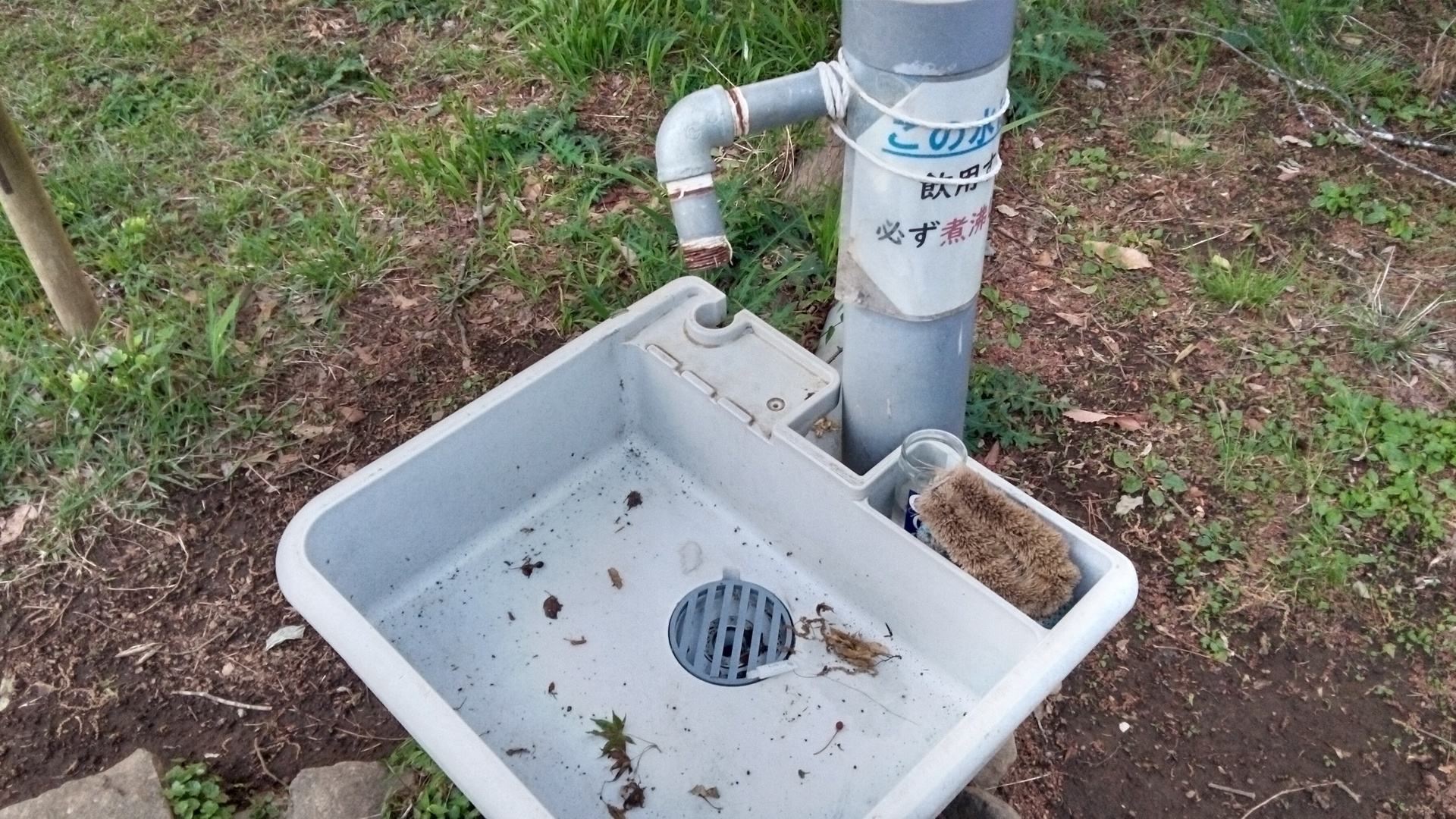
煮沸して飲むようにと注意書きがあるが、水は枯れている。
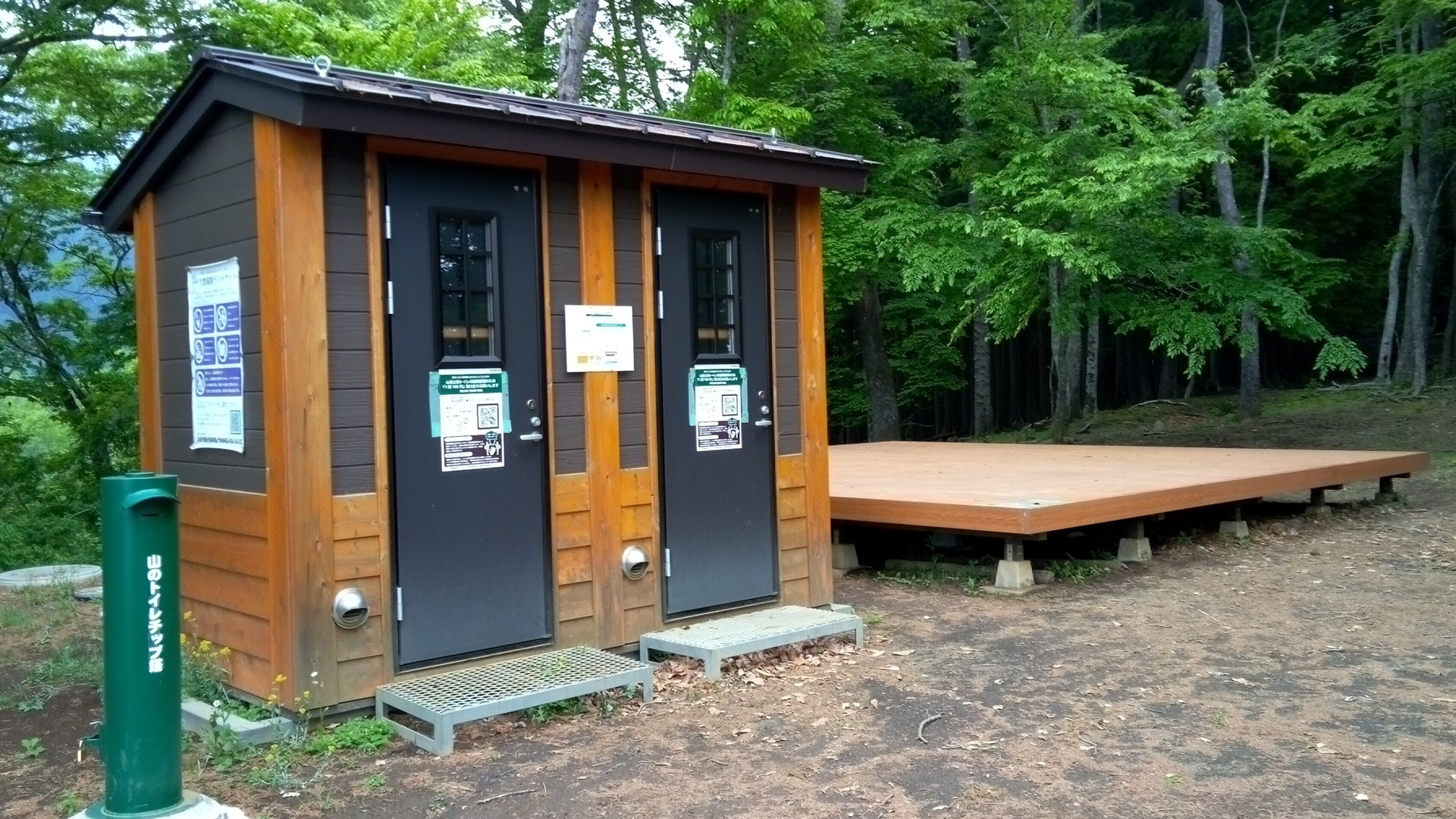
チップ制のトイレ。

## 水場
大倉の登山口を少し登った所に水場がある。

## 大倉登山口
麓の大倉バス停にはレストハウス（飲食可能、通年営業）、秦野ビジターセンター（登山道の情報、登山ポスト、提出用の用紙、筆記用具などあり）がある。